# Legio XVI Gallica
La Legio XVI Gallica fut une légion de l’armée romaine créée par Octave vers 40 av. J.-C. pour combattre son rival Pompée. Après la victoire d’Octave, le futur empereur Auguste sur Marc Antoine, la légion après un bref séjour en Afrique fut envoyée sur le Rhin de même que les légions XVII, XVIII et XIX, créées en même temps qu’elle. 
En 13, elle fut envoyée avec la Legio XIV Germina sur le Rhin et son quartier général fut établi à Mayence. Lors de la désastreuse bataille de Teutoburg qui vit la destruction de trois importantes légions, elle occupa brièvement Cologne pour prévenir les débordements sur la Gallia Belgica.  En 40/41, elle prit certainement part à la campagne de Servius Sulpicius Galba contre les Chattes. En 43, elle fut transférée à Neuss lorsque la Legio XX Valeria Victrix partit en Grande-Bretagne avec l’empereur Claude. Lors de l'Année des quatre empereurs, la Legio XVI Gallica se rangea aux côtés du futur empereur Vitellius contre Othon; les détachements qui avaient accompagné celui-ci furent vaincus ou dissous lorsque Vespasien triompha à son tour de Vitellius. Le nouvel empereur décida alors par souci d’économie de dissoudre les légions qui s’étaient montrées peu sûres lors de la guerre civile ou de la révolte batave. La Legio XVI Gallica fut du nombre, mais une bonne partie de ses légionnaires furent immédiatement réintégrés dans la nouvelle Legio XVI Flavia Firma.
Son symbole était un lion.

## Histoire de la légion
La légion XVI fut levée vers 40 av. J.-C. par Octave, le futur empereur Auguste, vraisemblablement pour aider celui-ci dans sa lutte contre Pompée, lequel ayant occupé la Sicile mettait en danger l’approvisionnement en grain de Rome. 
Après la défaite de Pompée en 36 av. J.-C., la légion fut sans doute envoyée en Afrique où l’on a retrouvé de nombreuses pièces de monnaie portant la légende LEG XVI et un portrait d’Auguste jeune.

### Rhétie
De l’an 15 av. J.-C. à 9 apr. J.-C., il est possible qu’au moins une partie de la Legio XVI ait été stationnée à Augsburg-Oberhausen dans la Rhétie que venaient de conquérir Drusus et Tibère. On a retrouvé en 1959 dans une sablière près de Burlafingen (près de Neu-Ulm en Bavière) un casque romain portant l’inscription Le(gio) XVI P(ubli) Aur(eli) IR(?)I (centuria) Arabi M(arci) Munati . Toutefois, celui-ci ne prouve pas nécessairement la présence de la légion dans la région, ce casque du genre ayant été utilisé quelques années plus tard lors de la construction des forteresses du limes ayant simplement pu appartenir à un légionnaire issu d’une tribu locale, sacrifié selon la coutume aux dieux du Danube[pas clair].

### Mogontiacum
En 13, les légions XIV Gemina et XVI Gallica, alors sous les ordres de Drusus, furent cantonnées à la nouvelle forteresse de Mogontiacum (Mayence) où elles érigèrent un cénotaphe en l’honneur de leur commandant lors de son décès en 9 av. J.-C..

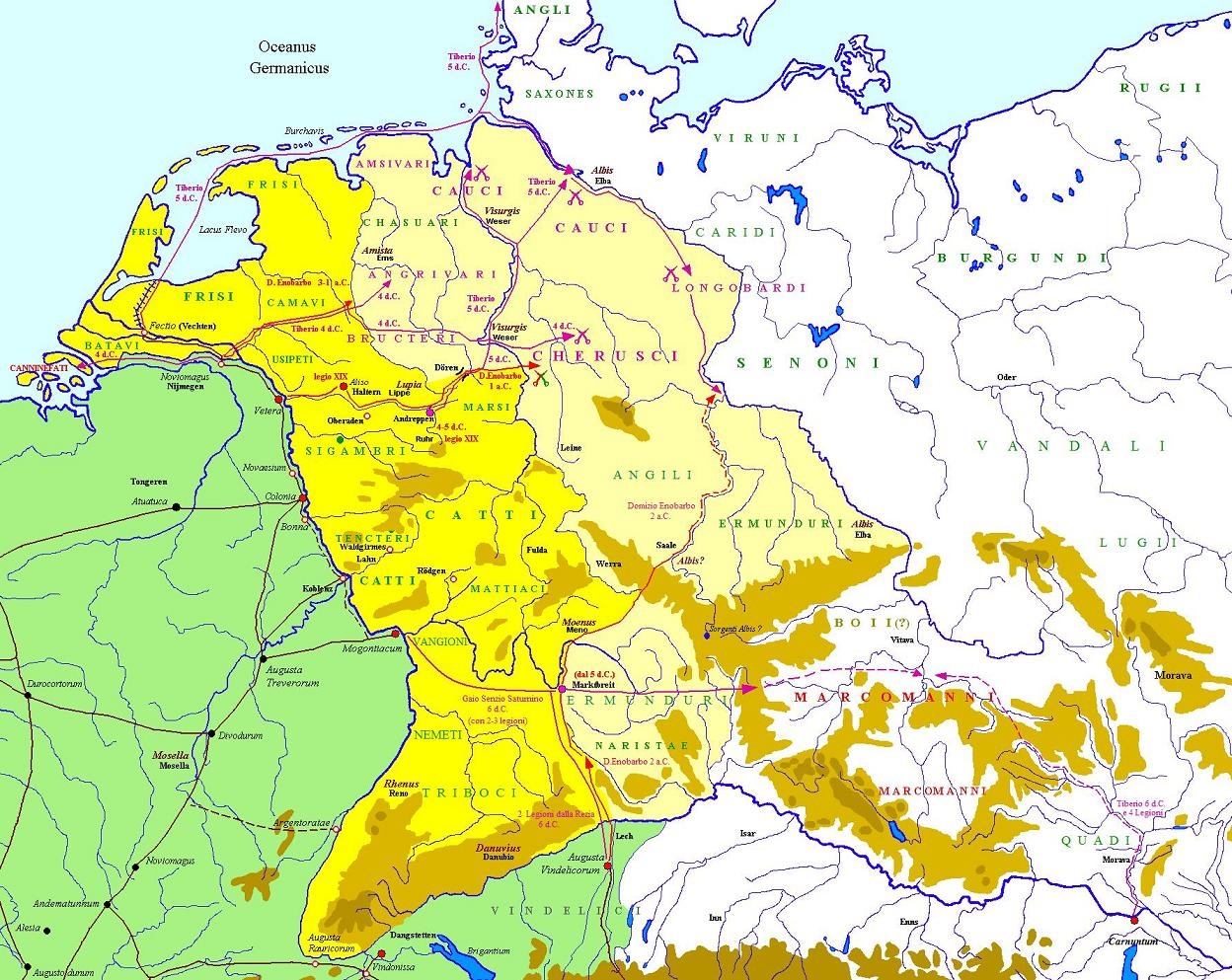
Les campagnes de Lucius Domitius Ahenobarbus (3 à 1 av. J.-C.) et de Tibère (4 à 6) en Germanie.

En 6 apr. J.-C., Tibère rassembla au moins huit légions (VIII Augusta [Pannonie], XV Apollinaris et XX Valeria Victrix Illyrie, XXI Rapax [Rhétie], XIII Gemina, XIV Gemina et XVI Gallica [Germanie supérieure] pour livrer la guerre à Marobod, roi des Marcomans de Bohême afin d’annexer son territoire et d’établir du Rhin à l'Elbe, la nouvelle frontière (limes). D’après Tacite, ceci représentait la moitié du potentiel militaire romain de l'époque. Toutefois, peu après le début de l’invasion, Tibère dut se raviser ayant appris la nouvelle d’une révolte en Dalmatie et en Pannonie, à la suite de quoi il préféra conclure un armistice avec Marobod pour rejoindre les légions d’Illyrie qui ne pouvaient faire la liaison avec celles de Germanie. Il lui faudra trois ans (de 6 apr. J.-C. à 9 apr. J.-C.) et une armée de quinze légions pour venir à bout de la rébellion.
L’annihilation des trois légions romaines (XVII, XVIII, XIX) ainsi que de trois ailes de cavalerie et de six cohortes de troupes auxiliaires lors de la bataille de Teutoburg à l’automne de l’an 9 faisait présager de nouvelles attaques barbares. Aussi la garnison de Mogontiacum fut renforcée de 9 à 17 apr. J.-C. par les légions XIII Gemina et II Augusta. La légion XVI occupa brièvement diverses villes comme Cologne afin de prévenir une attaque sur la Gallia Belgica.  Mais elle était de retour à son quartier général de Mayence qu’elle occupait avec la XIVe lors de la mort d’Auguste en 14 apr. J.-C..
La mort de l’empereur provoqua des mutineries dans les légions de Germanie, mais celles-ci furent bientôt apaisées par des concessions de Germanicus et elles prirent toutes part aux campagnes contre les Germains de 14 à 16 apr. J.-C..

Plan des fortifications militaires de Mogontiacum et des installations civiles environnantes du Ier siècle au Ve siècle.

Pendant l’hiver 40/41, Servius Sulpicius Galba, le futur empereur alors gouverneur de Germanie supérieure, fit campagne contre les Chattes vivant au nord-est de Mayence. Bien que Dion Cassius ne mentionne pas la participation de la Legio XVI dans son bref récit, on peut considérer comme assurée que la légion y prit part . 
Des inscriptions découvertes à Mayence, on peut déduire que la légion se composait alors de 71 % de légionnaires en provenance d’Italie et de 29 % en provenance de Gaule.

### Novaesium
En 43 au plus tard, la légion fut transférée à Novaesium (Neuss en Rhénanie-du-Nord-Westphalie) après que l’empereur Claude eut mobilisé la Legio XX Valeria Victrix pour son invasion de la Grande-Bretagne. Après son départ vers Novaesium, la légion fut aussi connue sous le nom de Legio XVI Germanica . Un détachement fut alors stationné près de Brohl dans l’Eifel d’où provenaient probablement les pierres utilisées pour la construction de la nouvelle forteresse . 
Dans la confusion qui marqua l’Année des quatre empereurs en 69, la Legio XVI se rangea avec les autres légions du Rhin aux côtés de Vitellius. Des détachements suivirent le nouvel empereur dans sa marche à travers l’Italie sans toutefois prendre part aux combats contre Othon proclamé empereur par la garde prétorienne.  Après avoir pris le pouvoir, Vitellius démembra la garde prétorienne existante, remplaçant ses membres par ses propres légionnaires. Rapidement devenu impopulaire, celui-ci fut défait quelques mois plus tard par Vespasien proclamé empereur par les troupes d’Égypte auxquelles s’étaient ralliées les légions de Mésie, de Pannonie, et de Dalmatie. Il est vraisemblable que les détachements de la Legio XVI qui avaient accompagné Vitellius furent détruites lors de la bataille de Bedriacum (Crémone en Italie) le 24 octobre 69 ou furent dissoutes peu après.
Pendant ce temps, les troupes demeurées à Novaesium durent faire face à la révolte batave. Une armée de secours formée de légionnaires de la Legio XXII Primigenia sous le commandement de Gaius Dillius Vocula fut envoyée en renfort en mars, effectua la jonction avec la Legio XVI Gallica, mais n’osa pas s’aventurer plus avant car le camp de Vetera (Xanten en Rhénanie-du-Nord-Westphalie) était assiégé; elle décida plutôt de construire une forteresse à Gelduba (près de Krefeld-Gellep en Rhénanie-du-Nord-Westphalie). Vetera put être libéré pour une courte période avant que les rebelles ne reviennent à la charge. Les légions qui étaient demeurées dans le camp de Vetera, une partie de la Legio XV Primigenia, de la Legio V Alaudae et, vraisemblablement, de la Legio XVI Gallica durent capituler lorsque les provisions vinrent à manquer en mars 70. Les légionnaires se virent autorisés à quitter le camp librement, mais tombèrent dans une embuscade quelque huit kilomètres au sud de Vetera et la plupart d’entre eux furent massacrés par les Germains. Quelques-uns réussirent néanmoins à s’échapper et retournèrent à Vetera où ils périrent dans le feu qui suivit le pillage du camp par les rebelles,. Le reste  de la XVI Gallica retourna alors à Novaesium  en passant par Gelduba  où ils furent faits prisonniers et emmenés à Augusta Treverorum (Trêves en Rhénanie-Palatinat). Un certain nombre de légionnaires décidèrent alors de transporter leur allégeance vers le nouvel empereur Vespasien. Quintus Petilius Cerialis, partisan de Vespasien devenu au début de 70 commandement des forces armées de la province de Germanie inférieure, assiégea alors Trêves et lors de la bataille de Rigodulum (Riol en Rhénanie-Palatinat) parvint à libérer les prisonniers.

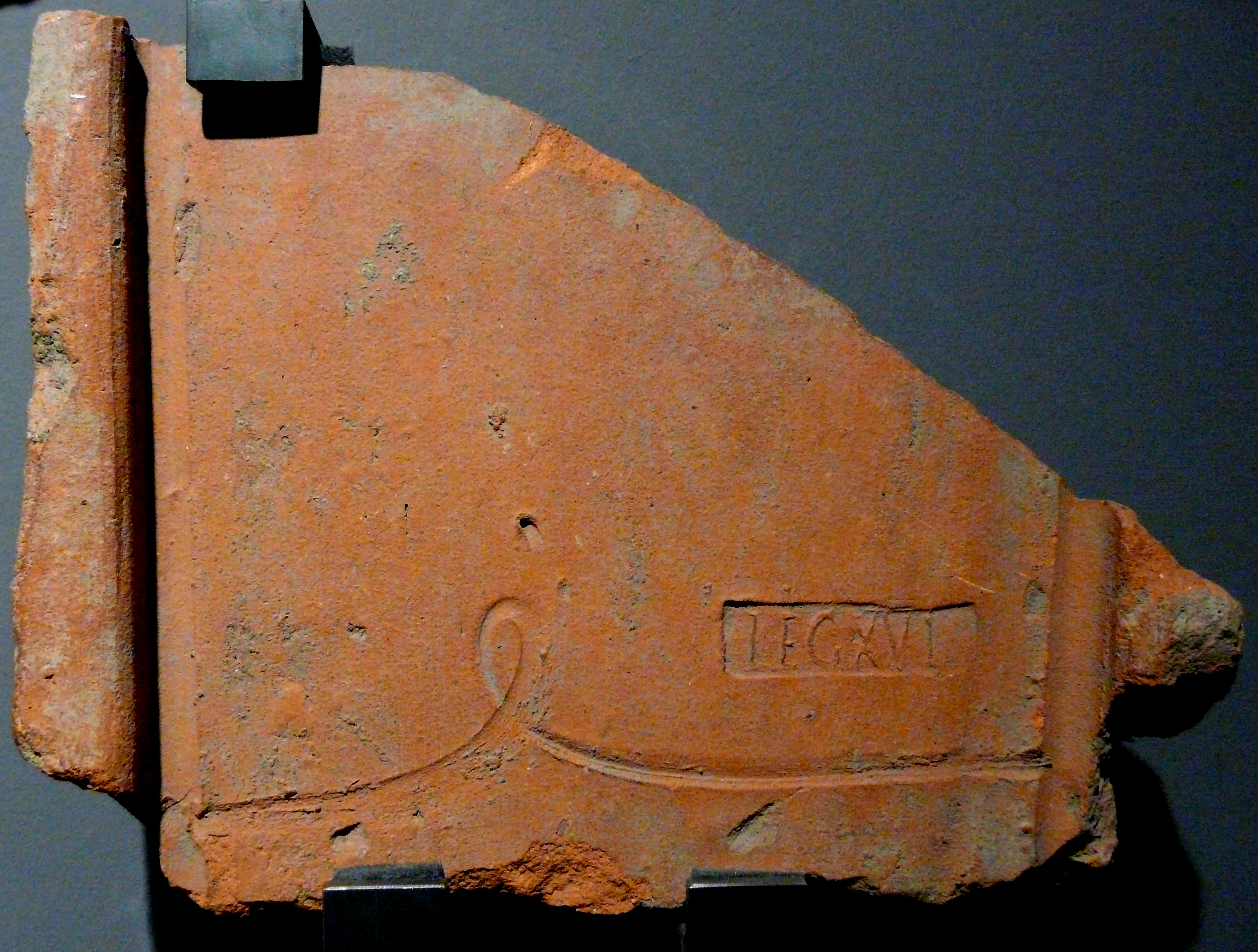
Fragment de maçonnerie portant l’estampille de la Legio XVI Gallica (Musée Clemens-Sels).

La  guerre civile de 68 - 69 ayant laissé l'Empire en piteux état, les caisses vides et les soldats impayés, Vespasien décida de licencier une partie des troupes qui s’étaient montrées peu sures lors de la guerre civile et de la révolte batave, au nombre desquelles la XVI Gallica. Presque aussitôt, il créa une nouvelle légion XVI, la Legio XVI Flavia Firma dont les légionnaires furent en grande partie recrutés parmi ceux de la légion XVI dissoute.

### Note
1. ↑  Le nombre (indiqué par un chiffre romain) porté par une légion peut porter à confusion. Sous la république, les légions étaient formées en hiver pour la campagne d’été et dissoutes à la fin de celle-ci ; leur numérotation correspondait à leur ordre de formation. Une même légion pouvait ainsi porter un numéro d’ordre différent d’une année à l’autre. Les nombres de I à IV étaient réservés aux légions commandées par les consuls. Sous l’empire, les empereurs numérotèrent à partir de « I » les légions qu’ils levèrent. Toutefois, cet usage souffrit de nombreuses exceptions. Ainsi Auguste lui-même hérita de légions portant déjà un numéro d’ordre qu’elles conservèrent. Vespasien donna aux légions qu’il créa des numéros d’ordre de légions déjà dissoutes. La première légion de Trajan porta le numéro XXX, car 29 légions étaient déjà en existence. Il pouvait donc arriver, à l’époque républicaine, qu’existent simultanément deux légions portant le même numéro d’ordre. C’est pourquoi s’y ajouta un cognomen ou qualificatif indiquant (1) ou bien l’origine des légionnaires (Italica = originaires d’Italie), (2) un peuple vaincu par cette légion (Parthica = victoire sur les Parthes), (3) le nom de l’empereur ou de sa gens (famille ancestrale), soit qu’elle ait été recrutée par cet empereur, soit comme marque de faveur (Galliena, Flavia), (3) une qualité particulière de cette légion (Pia fidelis = loyale et fidèle). Le qualificatif de « Gemina » désignait une légion reconstituée à partir de deux légions ou plus dont les effectifs avaient été réduits au combat. (Adkins (1994) pp. 55 et 61)